# Una donna per amico
Una donna per amico è il 13º album discografico di Lucio Battisti, pubblicato nell'ottobre 1978 dall'etichetta discografica Numero Uno con copertina apribile. Da esso venne estratto il singolo Una donna per amico/Nessun dolore.

## Descrizione
Il disco fu registrato nel Regno Unito con il produttore inglese Geoff Westley. È l'ultimo album in cui Battisti compare in copertina, che ritrae il cantante seduto con una donna al tavolino di un caffè londinese (il Grapes Café, come appare nella foto sul retro di copertina).
Fu questo, di fatto, l’ultimo servizio fotografico che Battisti concederà di scattare. Da quel momento in poi, nessuna nuova foto ufficiale dell’artista venne pubblicata.
All'interno dell'LP, dove sono riportati i testi delle canzoni, il testo del brano Perché no contiene due strofe che non sono state mai cantate. Si suppone che siano state escluse all'ultimo momento perché troppo diverse dal resto del testo.

## Accoglienza
| Recensione | Giudizio |
| ---------- | -------- |
| Ondarock   | 6,5 / 10 |
| AllMusic   | [ 7 ]    |

Una donna per amico fu il quarto album più venduto in Italia nel 1978, raggiungendo come picco nella classifica settimanale il primo posto e rimanendoci per quattordici settimane consecutive.
È il più grande successo di vendite che Battisti abbia mai riscosso, con un numero di copie vendute che, a seconda delle fonti, varia tra 600 000 e 1 000 000.
L'album è presente alla posizione numero 3 nella classifica dei 100 dischi italiani più belli secondo Rolling Stone Italia.

## Tracce
Lato A
Testi di Mogol, musiche di Lucio Battisti; edizioni musicali Acqua Azzurra.
1. Prendila così – 7:52
2. Donna selvaggia donna – 4:45
3. Aver paura d'innamorarsi troppo – 5:53
4. Perché no – 5:47

Lato B
Testi di Mogol, musiche di Lucio Battisti; edizioni musicali Acqua Azzurra.
1. Nessun dolore – 6:12
2. Una donna per amico – 5:19
3. Maledetto gatto – 4:22
4. Al cinema – 4:37

## Formazione
- Lucio Battisti – voce e pianoforte
- Gerry Conway – batteria e percussioni
- Pip Williams, Laurence Juber – chitarra
- Frank Ricotti – organo Hammond, pianoforte, percussioni e Fender Rhodes
- Paul Westwood, Dave Olney – basso
- Graeme Taylor – chitarra classica
- Geoff Westley – tastiera, cori, sintetizzatore, contrabbasso e Fender Rhodes
- Derek Grossmith – sassofono contralto
- Chris Neil, Frank Musker, Dominic Bugatti – cori

## Cover
La canzone trainante del disco è Una donna per amico, ma furono numerosi i pezzi che determinarono il successo dell'album, fra cui Prendila così (oggetto di cover da parte di Anna Oxa e Paolo Vallesi), Nessun dolore (di cui Mina e Giorgia proposero altre due cover di successo), Aver paura d'innamorarsi troppo di cui Svetlana Tchernykh realizzò una cover in russo БОЯТСЯ СТРАШНО СИЛЬНО В ЛЮБИТСЯ per l'album del 2009 Черных поёт Баттисти e Perché no, incisa anche da Fabio Concato nel 1994, album Scomporre e ricomporre. e da Musica Nuda.
La canzone Una donna per amico fu tradotta anche in spagnolo (Una muchacha por amigo) e inglese (A woman as a friend).